# Margaret Campbell
Margaret Campbell était une actrice américaine de films muets, née le 24 avril 1883 à Saint-Louis, Missouri. Elle fut mariée à l'acteur de muet Josef Swickard (1866-1940) connu pour avoir joué avec Mack Sennett de 1910 à 1930 et dont elle divorce par la suite.
Margaret Campbell débuta au théâtre dans des pièces de William Shakespeare puis sur les conseils de son mari, elle devint actrice et tourna des films de 1919 à 1930, jusqu'à l'avènement du cinéma parlant. Par la suite, elle devint ensuite professeur d'élocution. Elle fut aussi secrétaire à l'assemblée de Bahaïsme (Baht'í Spiritual) de Los Angeles
Margaret fut retrouvée assassinée et son fils fut accusé du meurtre le 27 juin 1939 à Los Angeles, Californie.

## Biographie
Margaret Campbell grandit à Saint-Louis puis déménagea à New York où elle travailla pendant ses jeunes années. Puis elle se rendit à Los Angeles où elle commença sa carrière comme comédienne au Broadway interprétant des reprises du Marchand de Venise en 1912 et de Hamlet de William Shakespeare en 1913.
Margaret fit carrière au cinéma à la fin des années 1910 avec son époux Josef Swickard acteur d'origine allemande. Joseph joua des rôles pour Mack Sennett et joua de nombreux rôles d'aristocrates et resta avec Mack Sennett jusqu'en 1917.
Margaret quant à elle, tourna au moins dans 24 films muets.
Elle interpréta généralement des rôles de femmes sophistiquées. Néanmoins, comme nombre d’acteurs du muet, sa carrière s’interrompit lors de l’avènement du cinéma parlant.
En 1924, Margaret faisait partie du casting avec Gary Cooper du film de 1927 les enfants du divorce.
En 1939, Margaret Campbell, alors âgée de 56 ans, était employée comme professeur d'élocution au Los Angeles City College, et a été secrétaire de l'Assemblée spirituelle des Bahá'ís de Los Angeles.

### Fin tragique
Le 27 juin 1939, Margaret Campbell, à l'âge de 56 ans, fut retrouvée brutalement assassinée dans l'appartement où elle vivait avec son fils à Santa Monica en Californie, un marteau fut retrouvé à côté du corps. Son fils Charles Mc Donald Campbell (25 ans) fut accusé du meurtre. Il fut ensuite déclaré irresponsable et interné au Mendocino State Hospital,.

## Filmographie
- 1919 : Please Get Married
- 1919 : The Price of Innocence
- 1919 : The Laundry Girl
- 1920 : In the Heart of a Fool d'Allan Dwan : Mrs. Nesbit
- 1920 : Their Mutual Child
- 1920 : Notorious Miss Lisle
- 1921 : Eden and Return
- 1921 : Une bonne fortune (The Girl in the Taxi) de Lloyd Ingraham : Clara Stewart
- 1921 : Lèvres menteuses (Lying Lips) de John Griffith Wray : Mrs. Abbott
- 1922 : Confidence
- 1922 : Top o’ the Morning
- 1922 : Don’t Shoot
- 1923 : His Mystery Girl
- 1923 : The Clean-Up
- 1923 : Legally Dead
- 1924 : The Fast Worker
- 1924 : The Dangerous Blonde
- 1925 : Le Gardien du foyer (The Home Maker) de King Baggot : Mattie Farnum
- 1926 : Le Sosie du lord (en) (The Better Man) de Scott R. Dunlap
- 1926 : Monte-Carlo de Christy Cabanne : la Grande Duchesse Marie
- 1926 : The Lady from Hell
- 1927 : Wages of Conscience
- 1927 : Les Enfants du divorce (Children of Divorce) de Frank Lloyd et Josef von Sternberg : la Mère supérieure
- 1929 : One Hysterical Night (en) de William James Craft
- 1930 : Take the Heir de Lloyd Ingraham : Mrs. Smythe-Bellingham